# Серпово (Великопольське воєводство)
Серпово (пол. Sierpowo) — село в Польщі, у гміні Сміґель Косцянського повіту Великопольського воєводства.
Населення — 257 осіб (2011).
У 1975-1998 роках село належало до Лешненського воєводства.

## Демографія
Демографічна структура станом на 31 березня 2011 року:
|          | Загалом | Допрацездатний вік | Працездатний вік | Постпрацездатний вік |
| -------- | ------- | ------------------ | ---------------- | -------------------- |
| Чоловіки | 125     | 32                 | 83               | 10                   |
| Жінки    | 132     | 35                 | 70               | 27                   |
| Разом    | 257     | 67                 | 153              | 37                   |